# Königin Philippa in der Schlacht von Neville’s Cross
Königin Philippa in der Schlacht von Neville’s Cross ist ein Historiengemälde des angloamerikanischen Künstlers Benjamin West aus dem Jahr 1789.
Es zeigt die Schlacht von Schlacht von Neville’s Cross im Hundertjährigen Krieg im Jahr 1346. Das Bild stellt Philippa von Hennegau, die Königingemahlin von England dar, die zu Pferd ihre Truppen sammelt.

## Entstehungsgeschichte
1763 siedelte West nach London über, beteiligte 1768 an der Gründung der Royal Academy of Arts und wurde von 1772 vom König Georg III. zum Historien-Maler des Hofes ernannt. In den Jahren 1787 bis 1789 schuf Benjamin West für Georg III. eine Serie von acht Gemälden, die im Schloss Windsor im renovierten Thronsaal aufgehängt werden sollten. Nach dem Willen Georgs III. sollte der Raum als Garter Throne Room für den Hosenbandorden genutzt werden. Der heutige Garter Throne Room und der schmale Ante Throne Room beanspruchen zusammen den größten Teil der ursprünglichen Fläche dieses Raums und wird alljährlich für die Garter-Day-Versammlung genutzt. Die acht Gemälde stellen Szenen aus der englischen Geschichte dar. Diese Gemälde befinden sich noch heute in der Sammlung, ebenso wie zwei Ölskizzen.
Die Themen der Serie sind die Gründung des Hosenbandordens am 23. April 1348, der Heilige Georg (Schutzpatron des Ordens) und Ereignisse aus der Zeit der Ordensgründung, welche Heldentum, Großmut und Ritterlichkeit des Ordensgründers Edward III., seines Sohnes, des Schwarzen Prinzen, und seiner Frau, der Königin Philippa, zeigen.

## Werk
Ein Gemälde der Serie ist Königin Philippa in der Schlacht von Neville’s Cross.  Das Gemälde wurde für 500 Guineen in Auftrag gegeben und 1794 auf der Sommerausstellung der Royal Academy of Arts ausgestellt. Es befindet sich in der Royal Collection in Schloss Windsor. Dargestellt ist die Schlacht von Neville's Cross am 17. Oktober 1346, in der Königin Philippa König David II. von Schottland besiegte, der auf französischer Seite in den Krieg eingetreten war. Die Königin ist hoch zu Ross dargestellt, ihr Gewand und ihre Schabracke sind mit dem königlichen Wappen Englands verziert, und sie steht an der Spitze ihrer Streitkräfte. Auf der linken Seite des Gemäldes ist der schottische Monarch David II. mit seinem Heer zu sehen, der zu Fuß kämpft und kurz vor seiner Gefangennahme steht.